# Szczecinek Chyże
Szczecinek Chyże – przystanek osobowy w Szczecinku, w dzielnicy Chyże. Położony jest w północnej części miasta, w pobliżu rzeki Niezdobnej. Przebiega przez niego jednotorowa, zelektryfikowana linia kolejowa Kołobrzeg – Szczecinek. Na stacji zatrzymują się wyłącznie pociągi osobowe.

## Ruch pasażerski
| Rok  | Wymiana pasażerska na dobę |
| ---- | -------------------------- |
| 2017 | 100-149                    |
| 2022 | 100-149                    |